# Peter Zumthor
Peter Zumthor (sinh ngày 26 tháng 4 năm 1943) là một kiến trúc sư người Thụy Sĩ. Ông là người được trao giải Pritzker năm 2009.

## Sự nghiệp

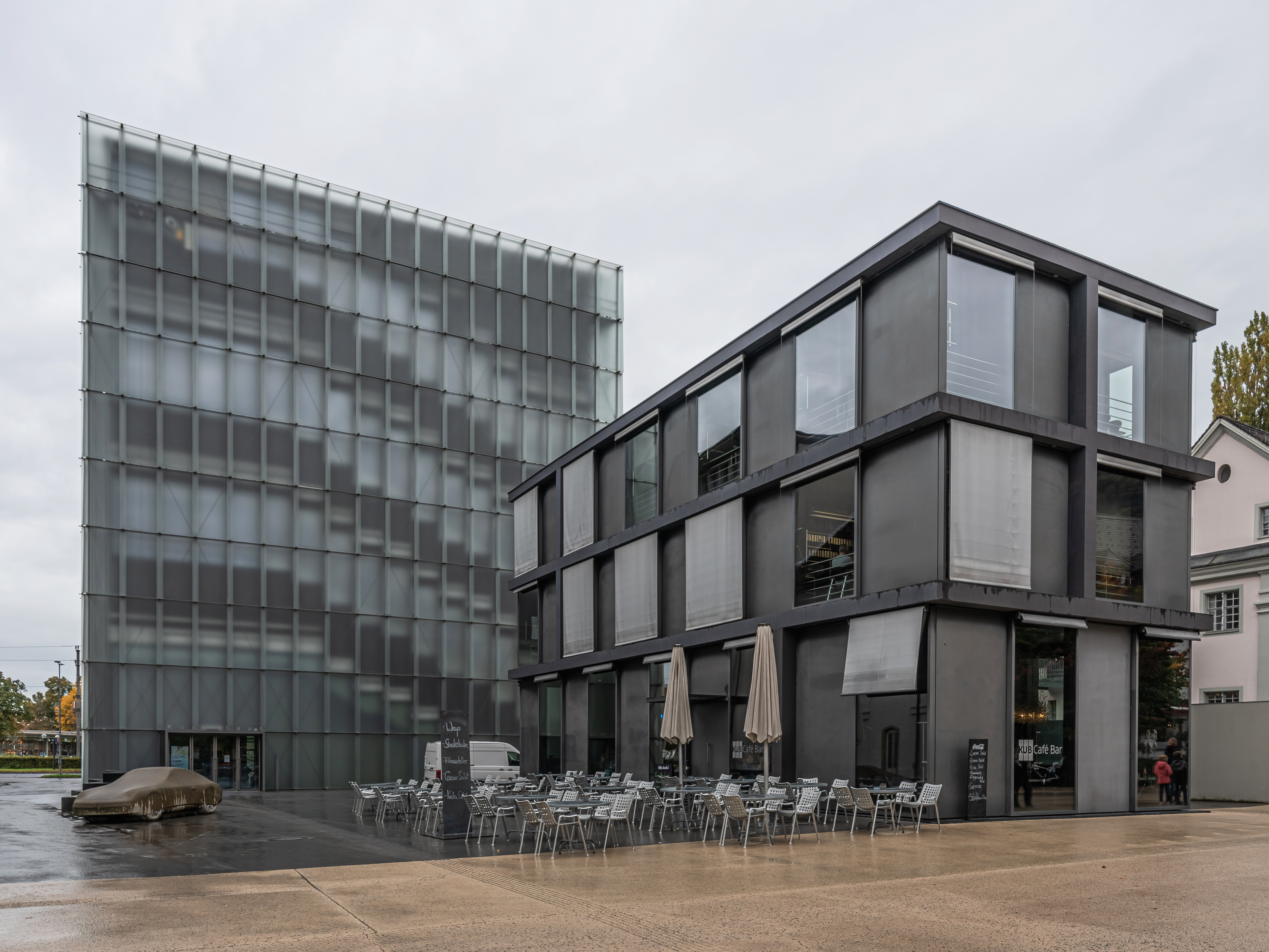
Kunsthaus Bregenz

Zumthor sinh năm 1943 tại Basel. Trong thập niên 1960 ông học tại trường nghệ thuật Pratt Institute ở thành phố New York trước khi trở thành kiến trúc sư của Sở bảo tồn công trình tại Graubünden, Thụy Sĩ. Là một kiến trúc sư chuyên về các công trình cỡ nhỏ, ông giành Giải thưởng Kiến trúc Carlsberg cho bản thiết kế tòa nhà Kunsthaus Bregenz tại Bregenz, Áo và khu nghỉ dưỡng Thermal Baths ở Vals, Thụy Sĩ.
Bên cạnh công việc thiết kế, Peter Zumthor còn tham gia giảng dạy tại Học viện Kiến trúc Nam California, Đại học Bách khoa München và Harvard Graduate School of Design. Năm 2008 ông được trao giải thưởng Praemium Imperiale của Hiệp hội Nghệ thuật Nhật Bản, một năm sau đó Zumthor trở thành người nhận giải Pritzker, giải thưởng kiến trúc danh tiếng bậc nhất thế giới.

## Giải thưởng
- 2006 Huy chương Thomas Jefferson về Kiến trúc